# Laranjal do Jari
Laranjal do Jari es un municipio de Brasil, en el sudeste del estado de Amapá. La población estimada en 2014 era de 42050 habitantes y su extensión de 29.699 km², lo que da una densidad de apenas 1 hab/km².
Limita con los municipios de Vitória do Jari y Mazagão al norte, Gurupá (PA) al este, Almeirim (PA) al sur y oeste.